# 김생민
김생민(金生珉, 1973년 6월 2일 ~ )은 대한민국의 방송인이다.

## 생애
김생민은 1973년 6월 2일 대한민국 서울특별시에서 태어났다. 1991년 연극배우 첫 데뷔한 그는 이후 1992년에 KBS 특채 개그맨으로 정식 데뷔했다. 2018년 4월 2일 10년전 방송사 스태프를 성추행한 사건으로 모든 방송에서 하차하고 활동을 중단했다.

## 사건 및 논란

### 연예인 X파일 사건
2005년 연예인 X파일 사건 당시 정보 제공자 중 하나로 지목되며 곤욕을 치렀다. 논란이 되자 1월 자진 하차했다가 같은해 5월에 복귀했다.

### 성추행 사건
2018년 초반에 10년 전 방송 스태프 2명에게 저지른 성추행이 밝혀지면서 KBS 2TV 《김생민의 영수증》, KBS 2TV 《연예가중계》, MBC 《전지적 참견 시점》, MBC 《출발 비디오 여행》, SBS 《TV동물농장》, tvN 《짠내투어》, MBN 《오늘 쉴래요?》, EBS 《호모 이코노미쿠스》, MTN 《김생민의 비즈정보쇼》, YTN 《원 포인트 생활상식》 등 고정 출연 중이던 총 10개 프로그램에서 하차하였고, 이미 촬영된 기존 프로그램 방송분은 모조리 통편집된 상태로 방송되었다.
한편, 광고모델의 성추행 사건으로 광고기업 이미지 실추에 미칠 영향을 고려하여, 다이사, 인터파크투어, DB손해보험 등 출연중인 광고가 중단되었고 10억원(추정)이 넘는 위약금을 물어줘야할 처지에 놓였다.

## 학력
- 경성중학교
- 서울예술대학 연극학과

## 방송

### 활동했던 프로그램
- 1996년 - KBS 2TV 《가족오락관》
- 1997년 - KBS 2TV 《시네마 데이트》 - 이 영화를 잡아라, 무비 닷컴
- 1997년 - EBS TV 《선생님질문있어요》
- 1998년 - KBS 2TV 《가족오락관》
- 1998년 - MBC TV 《일요일 일요일밤에 - 김국진의 대단한 대결》
- 2001년 - KBS 1TV 《퀴즈탐험 신비의 세계》
- 2002년 - iTV 경인방송 《와글와글 우리학교》
- 2002년 - SBS TV 《엔포다큐 아는 것이 힘이다》
- 2002년 - KBS 2TV 《슈퍼TV 일요일은 즐거워》
- 2003년 - KTV 국립방송 《퀴즈게임 무한도전》
- 2004년 - KBS 1TV 《가족오락관》
- 2008년 - EBS 1TV 《고운노래 발표회》
- 2009년 - KBS 1TV 《일자리 119》
- 2011년 - KBS 쿨FM 《황정민의 FM대행진》 : 인간탐구 너 그런 사람이야 코너
- 2013년 - KBS 2TV 《세대공감 토요일》
- 2014년 - KBS 2TV 《개그콘서트》
- 2017년 - KBS 2TV 《생존의법칙》 : 나레이션
- 1997년~2018년 - KBS 2TV 《연예가 중계》
- 2001년~2018년 - SBS TV 《TV동물농장》
- 2018년 - MBC TV 《출발! 비디오 여행》
- 2015년~2018년 - YTN 《원포인트 생활상식》
- MTN 《김생민의 비즈정보쇼》
- 2017년~2018년 - 팟캐스트 및 KBS2 《김생민의 영수증》
- 2018년 - tvN 《짠내투어》
- 2018년 - EBS 1TV 《호모 이코노미쿠스》
- 2018년 - MBN 《오늘 쉴래요?》
- 2018년 - MBC 《전지적 참견 시점》

## 타 분야 활동

### CF
- 2000년 농심켈로그 프링글스 핫앤스파이시
- 2005년 한국방송광고공사, 데이콤 1636 애드콜
- 2007년 에쓰오일
- 2008년 SH공사 시프트(Shift)
- 2013년 ~ 2014년 옥시레킷벤키저 이지오프 뱅
- 2015년 G마켓 구글 넥서스 플레이어 ※목소리 출연
- 2016년 에뛰드하우스 브라우 젤 틴트 ※목소리 출연
- 2017년 식품의약품안전처 나트륨 줄이기 운동본부 : 김생민의 싱싱하세요 편
- 2017년 기획재정부 김생민의 내 삶을 바꾸는 2018 예산안 편
- 2017년 KT 미디어팩 : 김생민의 미디어 영수증 편
- 2017년 요기요 김생민을 충격에 빠뜨린 스튜핏 치킨 영수증 편
- 2017년 랩노 화장품 : 김생민의 뷰티 영수증 편
- 2017년 화이투벤 감기약 : 김생민의 감기 빨리 낫는 법 편
- 2017년 위메프 특가
- 2017년 넥슨 엑스(AxE) 게임
- 2017년 하이트진로 필라이트
- 2017년 이사업체평가정보센터 다이사
- 2017년 한국GM 쉐보레 크루즈
- 2022년 KBS창원 연중캠페인 한국가스공사 홍보대사

### 영화
- 1994년 - 《티라노의 발톱》 ... 원시인 역
- 2002년 - 《철없는 아내와 파란만장한 남편 그리고 태권소녀》 ... 사랑의 ARS 남자 MC 역
- 2009년 - 《청담보살》 ... 개그맨 리포터 역

### 드라마
- 《별에서 온 그대》 (2013년~2014년, SBS) - 노서영 결혼식을 취재하는 리포터 역 (특별출연)
- 《함부로 애틋하게》 (2016년, KBS2)

### 예능
- 《세대공감 토요일》 (2013년 7월 20일, KBS2) ... 가수 에일리와 함께 출연 (182회)

## 수상 내역
- 2010년 KBS 연예대상 프로듀서 특별상 - 연예가 중계
- 2016년 제7회 대한민국 대중문화예술상 문화체육관광부장관 표창